# Engelbert Maximilian Selinger
Engelbert Maximilian Selinger (13. října 1801 Šternberk – 8. července 1862 Vídeň) byl moravský a rakouský právník a politik německé národnosti, během revolučního roku 1848 poslanec rakouského Říšského sněmu.

## Biografie
Byl synem drobného obchodníka ze severní Moravy. Engelbert vychodil gymnázium v Kroměříži, studoval filozofii a právo na Císařsko-královském lyceu v Olomouci, pak do roku 1825 na Vídeňské univerzitě a v roce 1827 získal titul doktora práv na Innsbrucké univerzitě (podle jiného zdroje obdržel doktorát na univerzitě ve Vídni). Podnikl cesty po Švýcarsku, Německu a Itálii. Působil nejprve jako advokát v Olomouci, pak se vrátil do Vídně, kde se roku 1829 stal prozatímním, roku 1833 definitivním a roku 1836 skutečným profesorem právní a politické vědy na Orientální akademii. Kromě toho byl od roku 1830 suplentem na katedře statistiky na právnické fakultě Vídeňské univerzity a až do roku 1848 byl cenzorem.
Během revolučního roku 1848 se zapojil do politického dění. V celostátních volbách roku 1848 byl zvolen na rakouský ústavodárný Říšský sněm. Zastupoval volební obvod Šternberk-město. Uvádí se jako doktor, profesor na Orientální akademii. Patřil ke sněmovní levici. Podle jiného zdroje byl stoupencem centristů.
V roce 1848 mu byl udělen Řád Františka Josefa. Od roku 1849 do roku 1853 provizorně vedl Orientální akademii ve Vídni. Za jeho působení došlo k zavedení angličtiny coby vyučovacího jazyka a pravidelné umisťování absolventů školy na konzulární posty v Levantě. Roku 1852 byl jmenován sekčním radou na ministerstvu zahraničních věcí. Od roku 1854 ho trápila choroba. Pokusy o samoléčbu byly neúspěšné a postupně zcela oslepl.